# Milíkov (okres Frýdek-Místek)
Milíkov (někdy taky Milíkov u Jablunkova), (v místním nářečí a polsky Milików, německy Milikau) je obec nacházející se v okrese Frýdek-Místek. Má přibližně 1 300 obyvatel a katastrální území obce má rozlohu 916 ha. Značnou část obyvatel tvoří početná polská menšina.[zdroj?]
Ve vzdálenosti 10 km severně leží město Třinec, 19 km severně město Český Těšín, 25 km západně město Frýdlant nad Ostravicí a 28 km západně město Frýdek-Místek.

## Historie
První písemné zmínky o obci jsou  z roku 1522 a 1577, kdy Milíkov patřil k těšínskému knížectví knížete Václava Adama. Milíkov měl výměru 916 ha a 14 gruntů. V roce 1621 měl 17 gruntů, jedno fojtství (rychtářství) a dva mlýny. V roce 1773 za vlády Marie Terezie, kdy bylo zavedeno číslování domů, měl Milíkov 25 gruntů, 2 mlýny, pilu a 20 domků. V 18. století zde vznikla kovárna (ve 20. století  byla přemístěna i s původním vnitřním vybavením do skanzenu v Rožnově pod Radhoštěm).
Do poloviny 19. století bylo hlavním zaměstnáním obyvatel obce nevýnosné horské zemědělství a práce v lese. Po založení Třineckých železáren se v lesích pálilo dřevěné uhlí a v některých lokalitách se těžila bahenní železná ruda. Část obyvatel pracovala v hutích. V roce 1910 měl Milíkov už 99 domů a 766 obyvatel – všichni byli polsky mluvící. Katolíků bylo 37,9% a evangelíků 62,1%. Významnou památkou je kaple sv. Anny s rozhlednou z r. 1928 na Kozubové. První asfaltová silnice byla postavena v roce 1950 z Bystřice nad Olší. Elektřina byla v obci zavedena před 50 lety.[kdy?] V roce 1980 byl Milíkov administrativně spojen s Bystřicí nad Olší, v 90. letech 20. století se opět osamostatnil.

## Pamětihodnosti
Na budově turistické chaty Kozubová č.p. 28 se nachází pamětní deska Wladyslaw Wojcik.

## Galerie

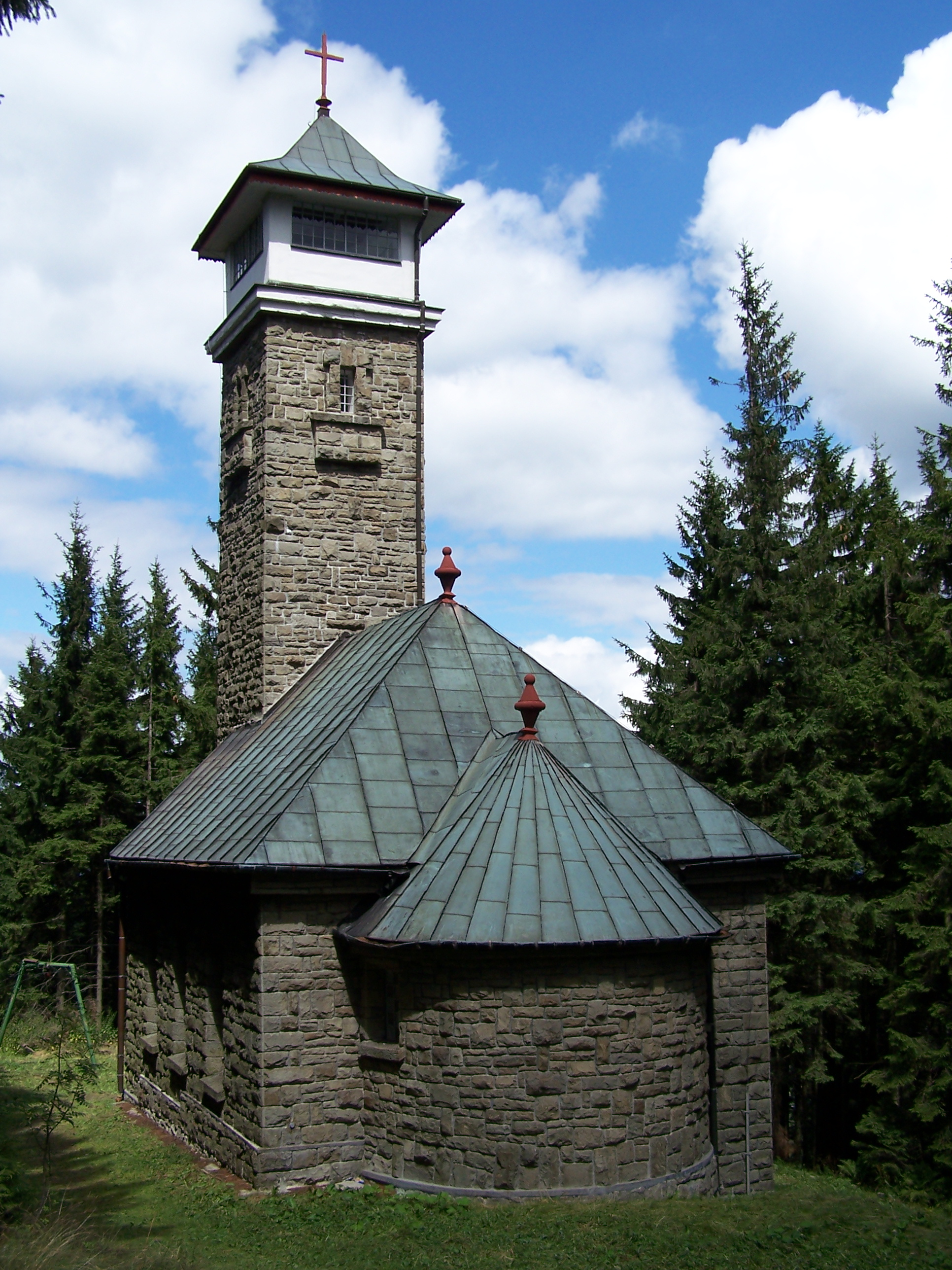
Kaple sv. Anny na Kozubové
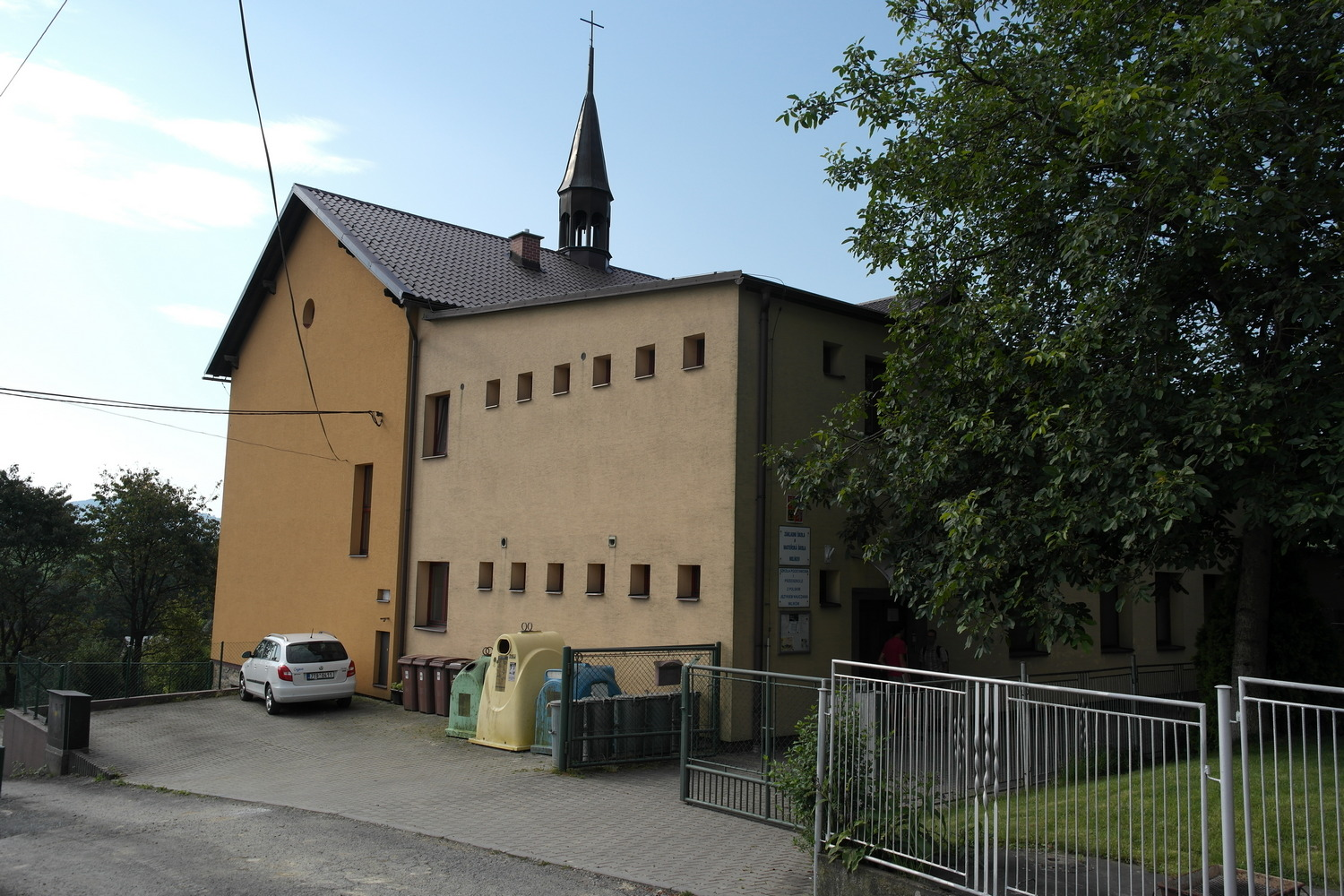
Polská škola i česká škola. Mateřská i základní do 5.třídy
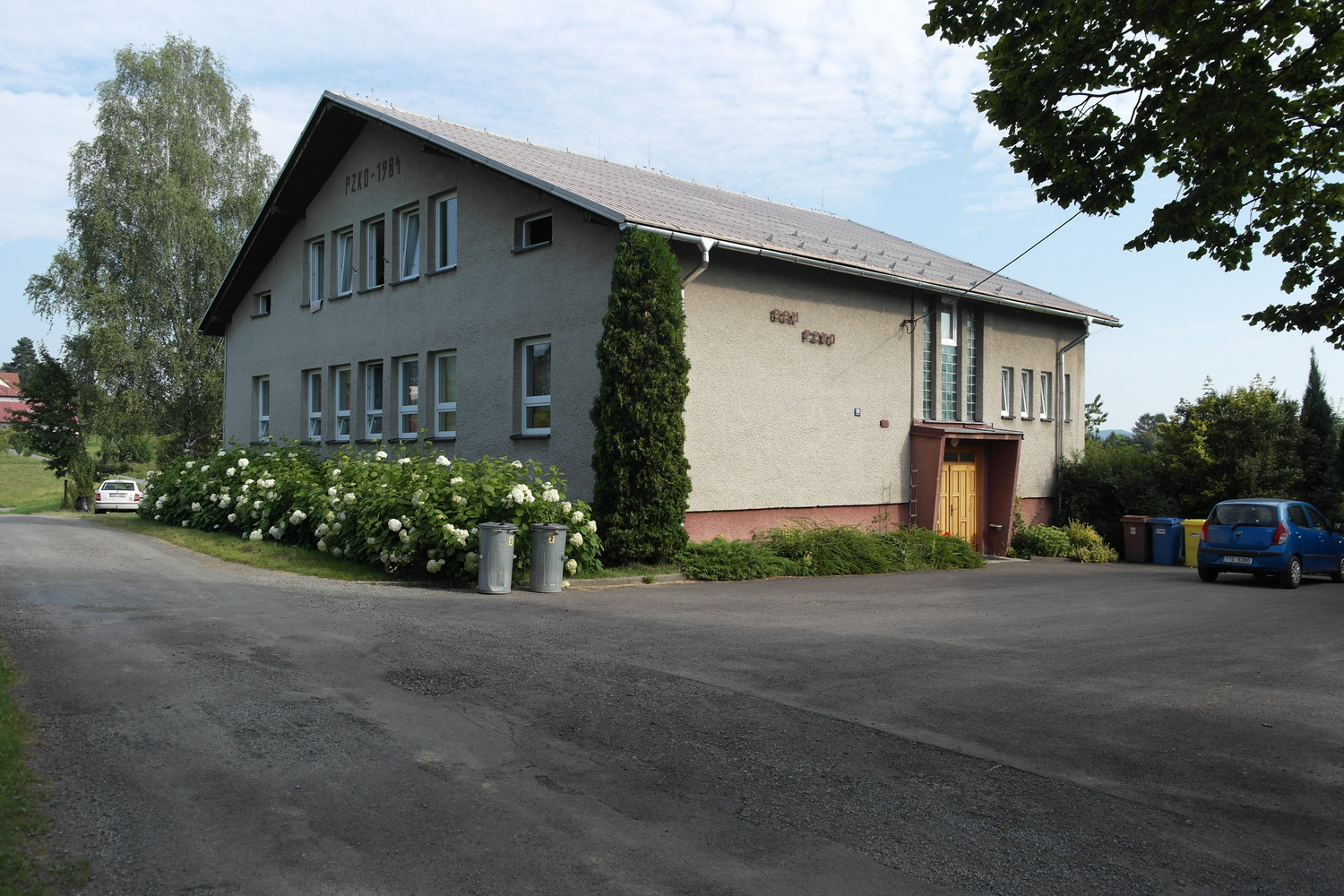
Dům PZKO

## Obyvatelstvo

Věková struktura obyvatel obce Milíkov roku 2011

## Slavní rodáci
- Antoni Macoszek (1861–1911), katolický kněz, publicista a činovník polských vlastivědných organizací